# Sissy Geiger
Sissy Geiger (* 7. Oktober 1938 in Graz als Sissy Gierke) ist eine deutsche Politikerin (CDU). Sie war von 1992 bis 1994 Abgeordnete im Deutschen Bundestag.
Geiger absolvierte ihr Abitur am Gymnasium Sacre Coeur in Graz und studierte anschließend Kunstgeschichte und Archäologie an den Universitäten Graz und Innsbruck. Nach ihrer Promotion arbeitete sie zunächst im Kinobetrieb ihrer Eltern mit. Sie beschäftigte sich mit einem Werkverzeichnis von Oskar Kokoschka und arbeitete von 1985 bis 1987 in einer Galerie mit.
Geiger trat 1970 der CDU bei und wurde 1975 Vorsitzende der CDU-Frauenvereinigung Darmstadt. In Darmstadt war sie ebenfalls Kreisvorsitzende ihrer Partei. Ab 1977 war sie Stadtverordnete der Stadt und ab 1990 stellvertretende Fraktionsvorsitzende der CDU. Nach dem Tod des Bundestagsabgeordneten Franz-Hermann Kappes rückte Geiger in die zwölfte Wahlperiode des Bundestages nach und war dort Mitglied im Ausschuss für Frauen und Jugend und für Petitionen. Für die nächste Wahlperiode wurde sie nicht wieder nominiert.